# Parallelodiplosis carpinicola
Parallelodiplosis carpinicola är en tvåvingeart som först beskrevs av Jean-Jacques Kieffer 1913.  Parallelodiplosis carpinicola ingår i släktet Parallelodiplosis och familjen gallmyggor.
Artens utbredningsområde är New York. Inga underarter finns listade i Catalogue of Life.